# هوپ (آرکانزاس)
هوپ (آرکانزاس) (به انگلیسی: Hope, Arkansas) یک شهر در ایالات متحده آمریکا با جمعیت ۱۷٬۲۶۴ نفر است که در آرکانزاس واقع شده‌است.